# Arquivo binário

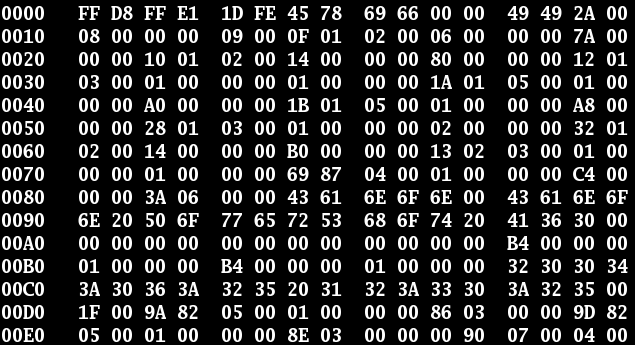
Sequência de bytes em hexadecimal de um arquivo binário

Um arquivo binário é todo arquivo de computador que não está em formato texto.
Ele pode ser um programa de computador, arquivo de imagem digital, arquivo de som, biblioteca compartilhada, arquivo de dados e vários outros arquivos.
Qualquer arquivo que não esteja em formato de texto, é considerado um arquivo binário. 

## Formato dos arquivos binários
Arquivos binários podem ter qualquer tipo de padrão em seus valores.
Exemplos de arquivos binários são os executáveis PE e ELF, que são formatos de arquivos executáveis dos sistemas Windows e Linux respectivamente.
Outro exemplo seria os formatos de arquivos de imagem BMP ou PNG, onde os arquivos são usados para armazenar informações como cor e luminosidade de cada pixel de uma imagem.
No fim um arquivo binário não é muito diferente de um arquivo de texto. Com a diferença que cada byte de um arquivo de texto é usado para representar um caractere, e em arquivos binários cada byte pode ser usado para representar qualquer valor.

## Visualizando e editando arquivos binários

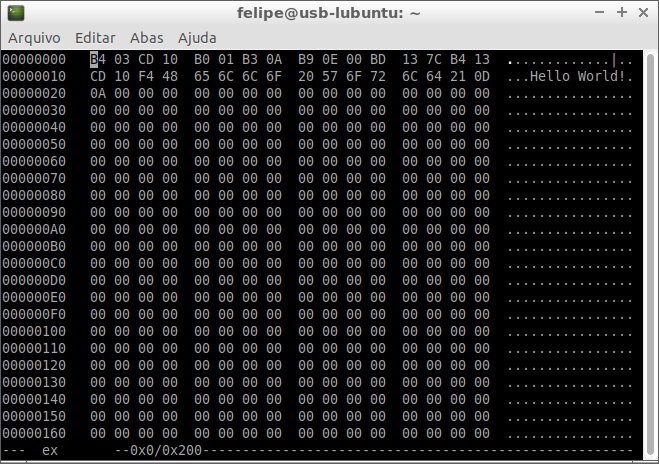
Print screen do editor hexadecimal hexedit

Arquivos binários podem ser visualizados de forma legível utilizando de um editor hexadecimal.
Estes editores exibem cada byte do arquivo em valores hexadecimais, e podem ser usados para fazer alterações nos arquivos. 